# Elytraria planifolia
Elytraria planifolia är en akantusväxtart. Elytraria planifolia ingår i släktet Elytraria och familjen akantusväxter.

## Underarter
Arten delas in i följande underarter:
- E. p. acunae
- E. p. planifolia